# Ca la Rita (Canalda)
Ca la Rita és un habitatge troglodita d'Odèn (Solsonès) inclòs a l'Inventari del Patrimoni Arquitectònic de Catalunya.

## Situació
Es troba al peu del terç occidental de la Roca de Canalda, llarga paret de conglomerat que s'aixeca al sud del Puig Sobirà, a la serra del Port del Comte. Des de la carretera L-401 (de Pont d'Espia a Coll de Jou), al punt quilomètric 36 (42° 07′ 34″ N, 1° 29′ 57″ E / 42.126074°N,1.499100°E), una pista de recent construcció hi puja en poca estona.

## Descripció

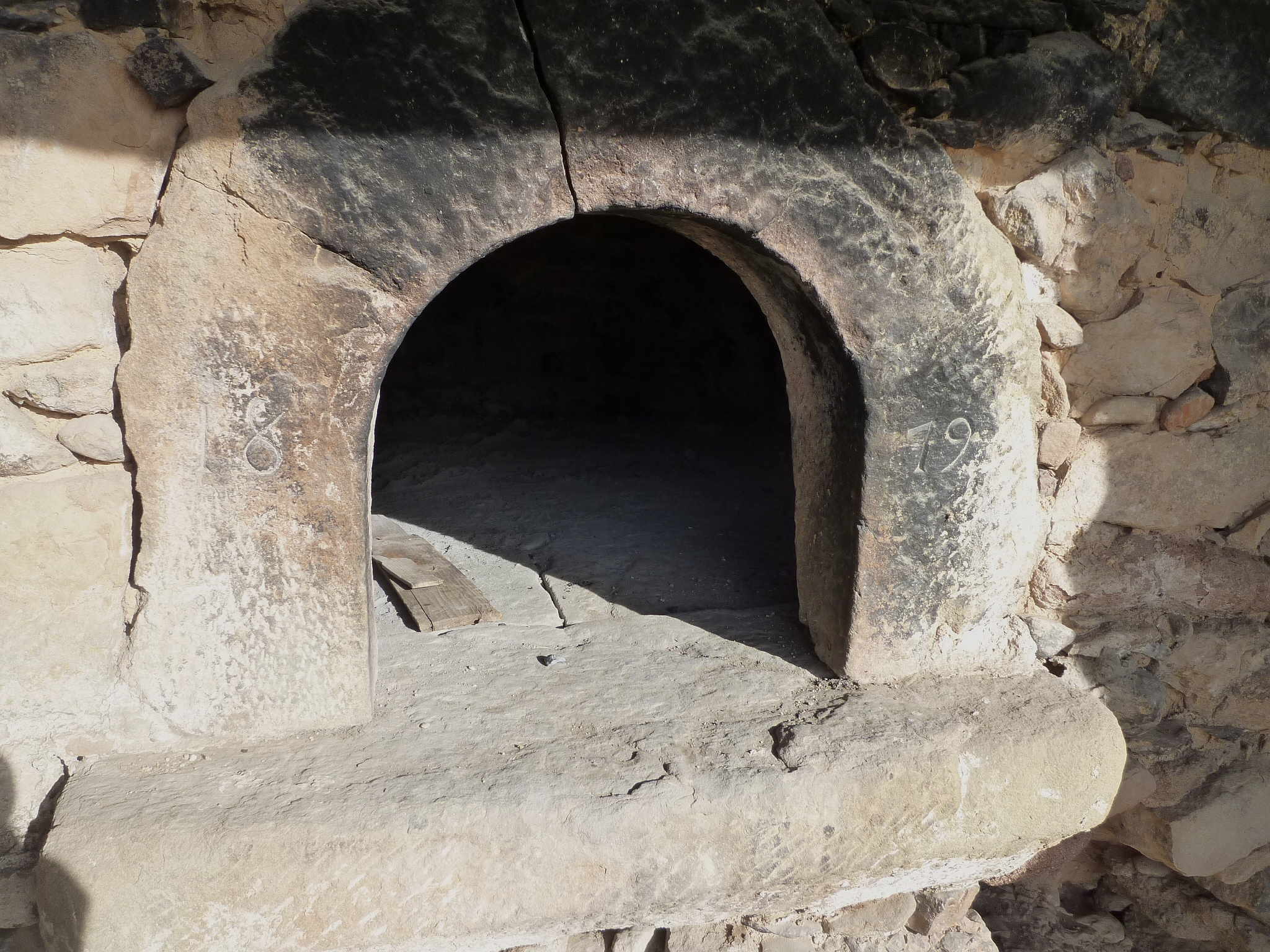
Forn amb data 1819

Balma amb una façana al davant construïda de pedres irregulars. Petita porta d'entrada amb una llinda de fusta, al damunt un balcó amb baranes i llinda de fusta, i dues petites finestres. La teulada és de lloses. Aquesta porta dona pas a l'interior de la cova, aquest amb planta baixa, on hi ha una cuina de fogons i un forn de pa.

## Història
Cova emplaçada al vessant de la Serra del Port del Comte que estigué habitada des de temps prehistòrics. Tanmateix, no fou emprada com a casa fins al segle xviii, en què s'hi feren totes les construccions. Prop d'aquesta cova hi ha unes altres coves denominades "dels moros", habitades també des de temps prehistòrics i amb restes de fortificacions medievals.